# AutismOne
AutismOne est une association américaine (501c (3)), de parents d'enfants autistes. Active dans le militantisme anti-vaccins, elle soutient la théorie scientifiquement discréditée selon laquelle les causes de l'autisme sont principalement environnementales, et en particulier dues aux vaccins. Elle est la principale association militant en ce domaine au niveau mondial.
D'après Seth Mnookin, la conférence annuelle d'AutismOne, habituellement tenue à Chicago au printemps sur quatre jours, attire entre 1 500 et 2 000 personnes. Cette conférence est un important moment de ralliement pour les personnes actives dans le mouvement anti-vaccins.
AutismOne soutient la théorie discréditée d'Andrew Wakefield (un ancien médecin radié de l'ordre des médecins britanniques pour fraude scientifique), et l'invite régulièrement en conférence. La conférence de 2011 a accueilli le militant anti-vaccins Mark Geier « en héros », ainsi qu'une conférence de l'association Generation Rescue tenue par Jenny McCarthy.
Cette association est réputée pour exclure les journalistes et les parents qui exprimeraient une position différente de la sienne lors des événements qu'elle organise,.